# Pane bianco

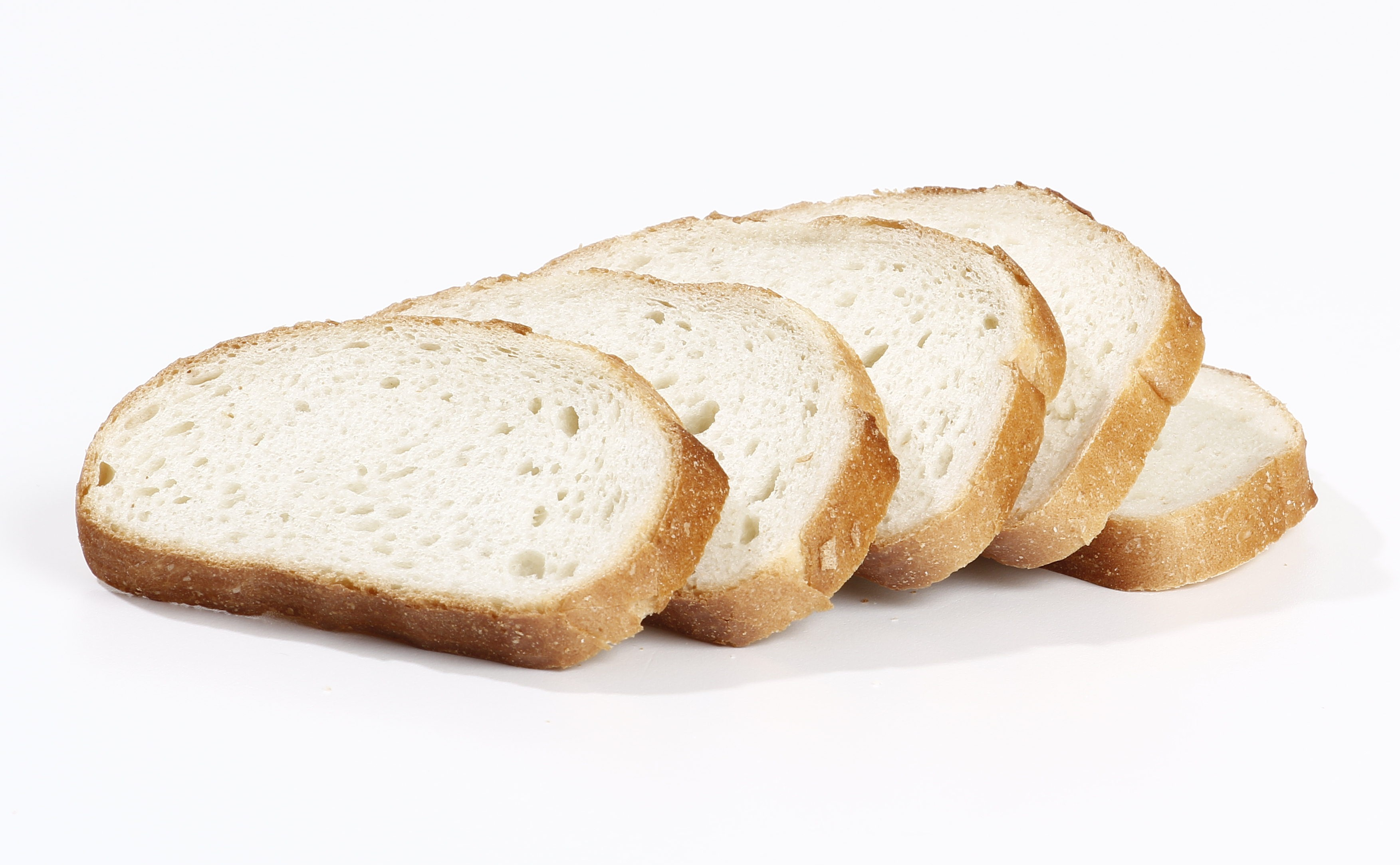
Fette di pane bianco

Il pane bianco è fatto con farina di frumento da cui sono stati rimossi la crusca e il germe. Ciò dà alla farina un più lungo periodo di conservazione, dal momento che la crusca contiene olio, consentendo ai prodotti che si realizzano con essa, come il pane bianco appunto, una resistenza più lunga ai tempi di transito e stoccaggio.
Inoltre la farina usata per il pane bianco è spesso sbiancata con bromato di potassio o con diossido di cloro per rimuovere anche ogni minimo alone giallo e rendere le sue proprietà di cottura più prevedibili.